# 결혼, 하겠나?
"결혼, 하겠나?"은 2024년 10월 23일에 개봉예정인 대한민국의 로맨스 드라마 영화이다. 

## 제작진

### 제작

#### 제작사
- ㈜영화사 이창

- ㈜영화사 질주

#### 배급
- (주)스튜디오 산타클로스엔터테인먼트

#### 감독
- 김진태 : ( 영화 《심장이 뛰네》(조감독), 영화 《천국의 아이들》(연출부), 영화 《마이 리틀 히어로》(연출부), 영화 《대회전》(감독), 영화 《앨리스: 원더랜드에서 온 소년》(조감독), 영화 《공조》(연출부), 영화 《운동회》(각본&감독&제작&기획), 영화 《아빠는 예쁘다》(단역 - 대기실 안내원 역) 등 연출 )

## 출연

### 주연
- 이동휘 : 한선우 역
- 한지은 : 민우정 역

### 조연
- 강신일 : 한철구 역
- 차미경 : 국미자 역
- 박성근 : 한철용 역
- 박소진 : 강혜영 역
- 유재명 : 경비원 역
- 허준석 : 김태용 역

## 기타
- 부산의 모라동을 배경으로 한 영화이니만큼 당초 <모라동> 이란 제목으로 제작 되었으나, 개봉 일정이 조정 되면서 지금의 제목으로 변경 되었다.